# Academi
Academi (bis 2007 Blackwater USA, bis 2009 Blackwater Worldwide, bis 2011 Xe Services LLC [ˈzi], seit 2014 Teil der Constellis Holdings) ist das größte US-amerikanische private Sicherheits- und Militärunternehmen. Laut Eigendarstellung ist das Unternehmen militärischer Dienstleister für Regierungsbehörden, Justiz und Bürger. Academi bietet ferner Training sowie die Durchführung von strategischen und punktuellen Operationen an.
Im Jahr 2014 wurde Academi mit Triple Canopy und sechs weiteren Militärdienstleistern aufgekauft und unter Constellis Holdings, Inc. zusammengefasst.

## Logo und Geschichte

Logo der Blackwater USA, bis 2007 in Gebrauch

Logo der Blackwater Worldwide, bis 2009 in Gebrauch

Logo von Xe Services, bis 2011 in Gebrauch

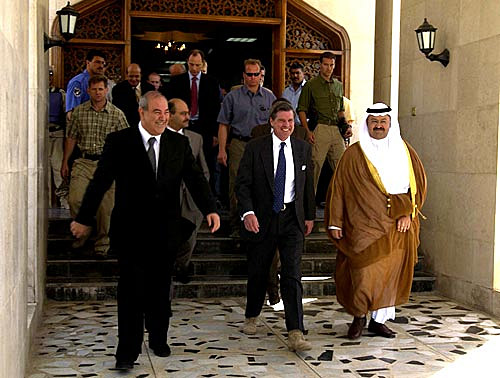
Paul Bremer, damals Zivilverwalter für den Irak, eskortiert von Blackwater-Mitarbeitern, 2004 in Bagdad

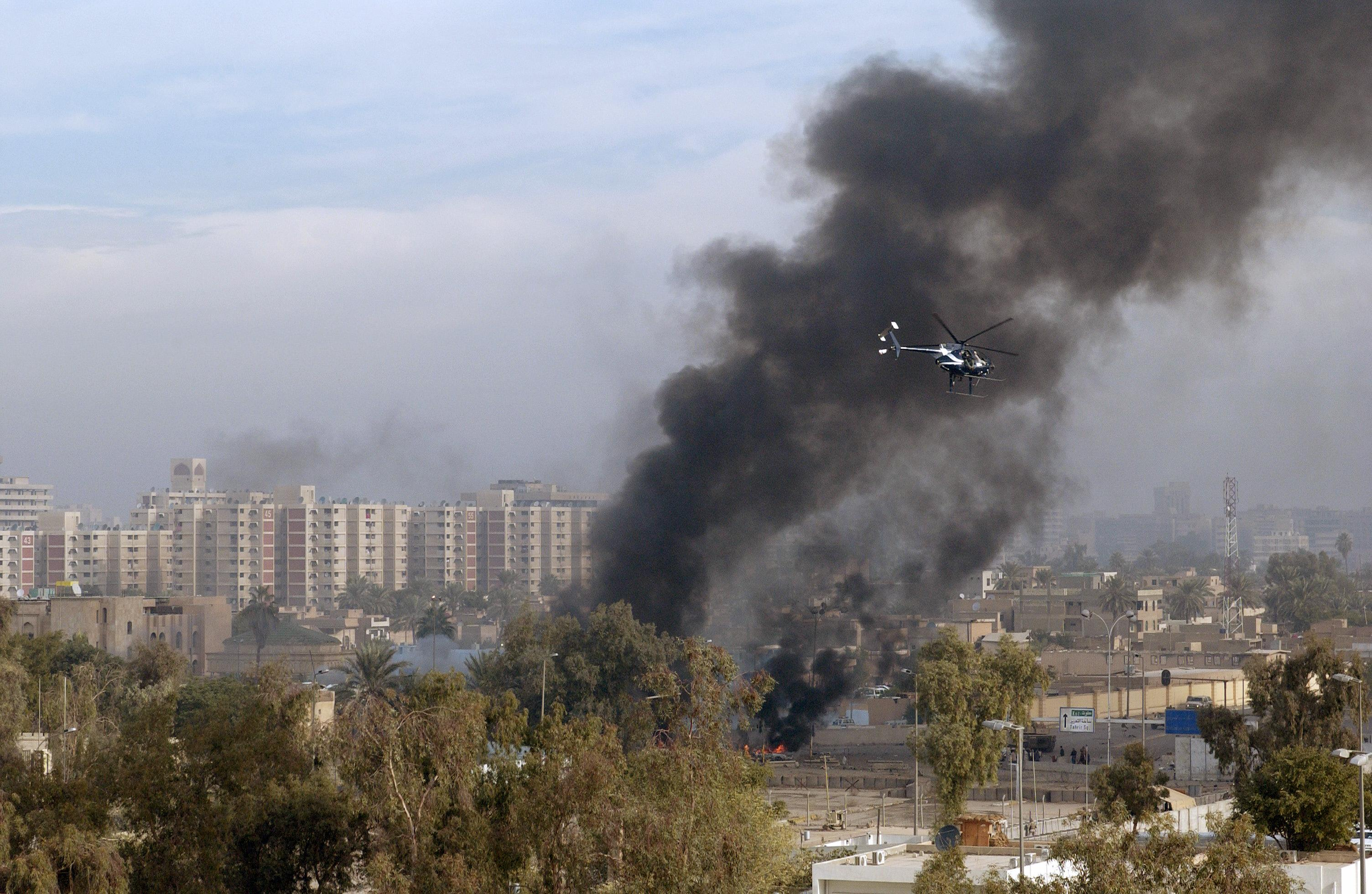
Blackwater MD-530F sichert den Ort einer Autobombenexplosion in Bagdad, Irak, während der Operation Iraqi Freedom, 2004

Das Unternehmen wurde im Jahr 1997 von Erik Prince, einem ehemaligen Angehörigen der United States Navy Seals, und Al Clark gegründet.
Bei der Umbenennung von Blackwater USA in Blackwater Worldwide im Oktober 2007 nahm das Unternehmen Veränderungen an seinem Logo vor. Dieses enthielt nicht mehr den gekrümmten Schriftzug „Blackwater“. Im Februar 2009 wurde das Unternehmen in Xe Services umbenannt, nachdem die irakische Regierung der Unternehmung im Januar die Lizenz zum Schutz von Diplomaten nicht verlängert hatte.
Im Dezember 2010 verkaufte Unternehmensgründer Prince Xe Services mitsamt dem Training Center in North Carolina an eine Investorengruppe. Prince schied aus dem Unternehmen aus.
Ende 2011 erfolgte die erneute Umbenennung in Academi.

## Unternehmensstruktur
Das Unternehmen ist als Limited Liability Company organisiert und besteht aus mehreren Subunternehmen:
- U.S. Training Center Inc. (bis Februar 2009 Blackwater Training Center Inc.)
- Blackwater Ammunition
- Blackwater Target Systems
- Blackwater Security Consulting
- Blackwater Canine
- Blackwater Aviation Worldwide Services
- Raven Development Group
- Greystone Limited
- Terrorism Research Center[6]
- Total Intelligence Solutions

Der Vorsitzende von Academi ist Gary Jackson, wie andere leitende Angestellte ein ehemaliger Navy SEAL. Das Blackwater Training Center ist nach Unternehmensangaben die größte private Schießtrainingsanlage der USA. Es liegt in Moyock (Currituck County) und umfasst 24 km² mit über 40 Schießbahnen. Blackwater bietet verschiedene Kurse an, unter anderem Nahkampf- und Scharfschützenausbildung. Es wird auch eine Blackwater Academy angeboten, in der neue Rekruten umfassend ausgebildet werden. Diese Ausbildung wird von Blackwater finanziert, wenn sich die neuen Rekruten verpflichten, exklusiv für Blackwater zu arbeiten.
Insgesamt soll das Unternehmen 40.000 Personen beschäftigen.

## Blackwater in den Medien

### Chronik wichtiger Unternehmensereignisse
Am 31. März 2004 wurden vier Angestellte der Blackwater Security Consulting, die im Irak eine Lieferung des Bewirtungsunternehmens Eurest Support Services als Sicherheitskräfte begleiteten, in der Stadt Falludscha von Aufständischen angegriffen und durch Granatbeschuss getötet. Die Leichen wurden von einer aufgebrachten Menge aus ihren Autos gezerrt, verstümmelt und später zwei von ihnen an einer Brücke des Euphrat aufgehängt. Ein Video, das die beiden aufgehängten Blackwater-Mitarbeiter zeigt, wurde von den Aufständischen gedreht und in Medienberichten verbreitet. Es war das erste Mal, dass Blackwater, die inzwischen mächtigste Privatarmee weltweit, einer größeren internationalen Öffentlichkeit bekannt wurde.
Im Januar 2005 verklagten Angehörige der Verstorbenen Blackwater mit der Begründung, die Firma habe aus Gewinnsucht und Unprofessionalität das Leben ihrer Mitarbeiter aufs Spiel gesetzt. Blackwater reagierte jedoch sofort mit einer Gegenklage in Höhe von über zehn Millionen US-Dollar, da die Getöteten angeblich einen Vertrag unterzeichnet hatten, der es untersagte, Blackwater vor ein US-amerikanisches Gericht zu bringen. Der US-Untersuchungsausschuss kam 2007 zu dem Schluss, dass Blackwater eine Untersuchung des Vorfalls behinderte und durch Sparmaßnahmen die Mitarbeiter mangelhaft ausgerüstet waren.
Am 21. April 2005 starben neben fünf weiteren Insassen sechs Blackwater-Mitarbeiter, als der sie transportierende Hubschrauber vom Typ Mi-8 von einer Rakete abgeschossen wurde. Der bulgarische Pilot Lyubomir Kostov hatte den Absturz als Einziger überlebt, wurde aber von irakischen Rebellen hingerichtet. Am selben Tag wurde ein weiterer Mitarbeiter in der Nähe von Ramadi durch eine Bombe getötet.
Im Mai 2005 wurde Reizgas in Bagdad eingesetzt, dessen Gebrauch in Kriegsgebieten nur in Ausnahmefällen erlaubt ist. Passanten und mindestens zehn Angehörige der US-Streitkräfte erlitten dabei schwere Augenreizungen und Atemnot.
Auch innerhalb der USA operierte Blackwater. Die Firma erhielt im August 2005 Aufträge für Aufräumarbeiten nach dem Hurrikan Katrina. Dabei übernahm das Unternehmen Logistik- und Sicherungsaufgaben und setzte laut eigenen Angaben Helikopter für Hilfstransporte ein. Die Küstenwache bestritt dies jedoch.
Mitte Dezember 2006 erschoss ein angetrunkener Blackwater-Mitarbeiter den Leibwächter des irakischen Vizepräsidenten Adel Abdul Mahdi. Der Blackwater-Mitarbeiter wurde zwar fristlos entlassen, konnte aber den Irak unbehelligt verlassen. Auch musste er sich für seine Tat bisher nicht vor einem US-Gericht verantworten.
Im Januar 2007 waren Blackwater-Mitarbeiter als Söldner im Süden Somalias am Krieg gegen die Union Islamischer Gerichte beteiligt.
Am 3. Oktober 2007 wurde der polnische Botschafter Edward Pietrzyk Opfer eines Spreng-Attentats in Bagdad. Ein Blackwater-Team, das zufällig in der Nähe war, reagierte sofort, eilte hinzu und schützte den Konvoi des Botschafters unter schwerem Beschuss. Pietrzyk, dessen Fahrzeug von einem IED zerrissen worden war, überlebte mit schweren Verbrennungen und wurde von Blackwater in ein nahegelegenes Krankenhaus geflogen. Ein polnischer Leibwächter und ein Zivilist wurden bei dem Anschlag getötet, elf weitere schwer verletzt.
Fünf Blackwater-Angestellte wurden in einem umkämpften sunnitischen Gebiet von Bagdad in einem Hubschrauber abgeschossen. Dabei wurden Medienberichten zufolge vier der fünf Personen durch Kopfschüsse am Boden getötet.
Anfang Mai 2007 kam es zu einem Feuergefecht zwischen Blackwater-Mitarbeitern und Sicherheitskräften des irakischen Innenministeriums vor dem Ministeriumsgebäude in Bagdad, das erst durch das Einschreiten der U.S.-Army beendet werden konnte.
Am 6. Juni 2008 wurde bekannt, dass die Blackwater-Tochtergesellschaft EP Aviation ein Kampfflugzeug vom Typ Embraer EMB 314 Super Tucano von dem brasilianischen Herstellerunternehmen Embraer gekauft habe. Die Turbopropmaschine sollte zu Übungszwecken ausschließlich in den USA geflogen werden. Nach Angaben der Empresa Brasileira de Aeronáutica S.A. sollen die US-Regierung und die brasilianische Regierung dem Verkauf zugestimmt haben.
Im Oktober 2008 entsandte Blackwater das ehemalige NOAA-Forschungsschiff McArthur an den Golf von Aden, ausgerüstet u. a. mit 40 bewaffneten Sicherheitskräften und einem bewaffneten Helikopter. Das Unternehmen bot den Schutz vor Piratenüberfällen und die Eskorte von Handelsschiffen an. Allerdings war es mit einer Höchstgeschwindigkeit von 12,0 kn (22 km/h) zu langsam, um mit modernen Handelsschiffen mitzuhalten und kam daher nie zum Einsatz.
Im Dezember 2009 wurde bekannt, dass Academi 2004 – damals noch Blackwater – den deutsch-syrischen Geschäftsmann Mamoun Darkazanli aus Hamburg mit dem Auftrag der gezielten Tötung observierte. Darkazanli geriet als mutmaßlicher Al-Qaida-Finanzier in das Fadenkreuz des amerikanischen Auslandsgeheimdienstes CIA. Der Grünen-Abgeordnete Hans-Christian Ströbele forderte am 4. Januar 2010 die schnelle Aufklärung des Falles. Die Hamburger Staatsanwaltschaft erklärte, Vorermittlungen gegen die CIA einzuleiten.
Im Mai 2010 wurde bekannt, dass sich auch in Pakistan Angestellte der Firma aufhalten.
Nach einem Vergleich mit dem US-Außenministerium einigten sich beide Parteien im August 2010 auf eine Zahlung von 42 Millionen Dollar an die US-Regierung, um einer Klage zu entgehen. Grund waren insgesamt 288 Verstöße gegen US-Gesetze im Zeitraum 2003–2009, unter anderem „ungenehmigter Export von Verteidigungsartikeln“.

### Irak-Lizenz und Ermittlungen gegen Blackwater
Im September 2007 wurde Blackwater die Lizenz für den Irak von den dortigen Behörden entzogen, da Mitarbeiter Blackwaters nach einem angeblichen Angriff auf ihren Konvoi in eine Menschenmenge geschossen hatten. Bei diesem Vorfall wurden auf dem Nissur-Platz in Bagdad 17 Zivilisten getötet und 24 Menschen schwer verletzt. Nach Aussage der Private Security Company Association of Iraq besitzt Blackwater allerdings gar keine gültige Lizenz für Aktivitäten im Irak, die von den dortigen Behörden überhaupt entzogen werden könnte. Auch Blackwaters größter Auftraggeber, das US-Außenministerium, konnte nicht bestätigen, dass das beauftragte Sicherheitsunternehmen über eine aktuelle Lizenz für seine Söldnerdienste im Irak verfüge. Durch das sogenannte Memorandum 17 der US-Verwaltung im Irak operieren Blackwater-Mitarbeiter in einer legalen Grauzone: immun gegen irakisches Recht und unbehelligt von US-amerikanischen Gerichten. Irakische Sicherheitsbehörden wiesen erneut darauf hin, dass dies nicht der erste Fall gewesen sei, bei dem private Sicherheitsdienste Zivilisten im Irak vorsätzlich gefährdet und getötet hatten. Für diesen Zwischenfall der willkürlichen Erschießung von Zivilisten verlangt die irakische Regierung vom US-Sicherheitsunternehmen Blackwater eine Entschädigung in Höhe von 136 Mio. US-Dollar (97 Mio. Euro) für die Hinterbliebenen. Fünf Tage nach dem tödlichen Zwischenfall nahmen erste Blackwater-Mitarbeiter, nach Rücksprache mit der irakischen Regierung, ihre Sicherheitsdienste in begrenztem Umfang wieder auf.
Am 22. September 2007 bestätigte die US-Staatsanwaltschaft Ermittlungen gegen Blackwater-Angestellte, die beschuldigt werden, illegal Waffen in den Irak geschmuggelt zu haben. Diese Waffen wurden später mutmaßlich an die Arbeiterpartei Kurdistans (PKK) geliefert. Ausgelöst wurde die Untersuchung durch Hinweise von türkischen Behörden, deren Sicherheitskräfte Handfeuerwaffen aus US-amerikanischer Herstellung bei festgenommenen und getöteten PKK-Kämpfern sichergestellt hatten. Sprecher der Staatsanwaltschaft bewerteten die Indizien als ausreichend für eine Anklageerhebung. Der Firmengründer Erik Prince bezeichnete die Vorwürfe als unbegründet und stritt jegliche Verantwortung ab.
Außerdem fand eine Anhörung des Firmengründers Erik Prince vor einem Kongressausschuss statt. Der von Henry Waxman geführte Ausschuss konfrontierte Prince mit vergangenen Ereignissen, bei denen Mitarbeiter der Firma wegen skandalöser Geschehen im öffentlichen Fokus standen, wie der Erschießung des Leibwächters des irakischen Vizepräsidenten Adil Abd al-Mahdi 2006 durch einen alkoholisierten Firmenmitarbeiter.
Im April 2008 gab das US-Außenministerium bekannt, dass der im Mai 2008 auslaufende Vertrag mit Blackwater um ein Jahr verlängert werde. Auch im folgenden Jahr solle Blackwater im Irak amerikanische Diplomaten beschützen.
Im Rahmen einer Untersuchung des Zwischenfalls im September 2007, bei dem 17 Zivilisten umkamen, bestätigten im August 2009 zwei ehemalige Mitarbeiter anonym und in Form von eidesstattlichen Erklärungen die Vorwürfe des Waffenschmuggels in den Irak. Zudem sagten beide Mitarbeiter, die aus Sicherheitsgründen als John Doe#1 und John Doe#2 bezeichnet wurden, aus, dass Erik Prince und enge Mitarbeiter mindestens einen Mord an Informanten der Bundesbehörden verübt hätten. Gleichzeitig unterstrichen sie vor allem Erik Princes christlich-fundamentalistische Motive und berichteten über Adaptionen von Templersymbolen durch die Blackwatersöldner.
Am 12. Dezember 2009 wurde bekannt, dass die CIA einen bestehenden Vertrag mit Xe gekündigt hat. Wie die New York Times berichtet, hatten Mitarbeiter der Firma unbemannte Drohnen zum Einsatz gegen mutmaßliche Terroristen in Pakistan und Afghanistan mit Bomben bestückt. Diese Einbindung in solch geheime Operationen der CIA war in den vergangenen Wochen vielfach kritisiert worden. Ursprünglich war die Söldnerfirma lediglich zum Schutz von US-Soldaten im Irak und in Afghanistan angeheuert worden.
Ein Gericht in Washington, D.C. wies im Dezember 2009 eine Anklage der amerikanischen Staatsanwaltschaft gegen fünf Blackwater-Mitarbeiter wegen fehlerhafter Beweisführung ab. Die irakische Regierung protestierte hiergegen scharf. Nachdem die Staatsanwaltschaft das Verfahren im Februar 2010 gänzlich eingestellt hatte, wies die irakische Regierung insgesamt 250 Söldner des Unternehmens aus dem Land. Im April 2011 ordnete ein Berufungsgericht in Washington D. C. die Neuauflage des Verfahrens an.
Im Oktober 2014 wurden vier Mitarbeiter des Mordes für schuldig befunden. Drei weitere Angestellte wurden wegen Totschlags im Affekt schuldig gesprochen. Das Strafmaß für vier von ihnen wurde im April 2015 festgesetzt. Es beträgt einmal lebenslange Haft wegen Mordes und dreimal 30 Jahre Freiheitsstrafe wegen Totschlags.
Die Urteile wurden im August 2017 vom Berufungsgericht des Districts of Columbia als unverhältnismäßig hart aufgehoben. Im Dezember 2020 wurden die Mitarbeiter von US-Präsident Donald Trump begnadigt.

### Videos
Das Harper’s Magazine hat 2012 verschiedene Videos veröffentlicht, die unter anderem zeigen, wie Blackwater-Angestellte zivile Fahrzeuge im laufenden Verkehr rammen. Ebenso zeigen die Videos Beschimpfungen und Pöbeleien gegen Passanten und wie aus Fahrzeugen in den laufenden Verkehr sowie in parkende oder an Kreuzungen wartende Fahrzeuge geschossen wird.
Ein anderes Video zeigt, wie Blackwater-Fahrzeuge in einer Kolonne fahren. Das erste Fahrzeug fährt eine irakische Passantin an, die daraufhin regungslos am Boden liegen bleibt. Die dem Fahrzeug an der Kolonnenspitze folgenden Wagen passieren teilnahmslos die Schwerverletzte.

### Zusammenarbeit mit verschiedenen Konzernen und Regierungen
Laut einem Bericht in The Nation vom September 2010 leisteten Total Intelligence Solutions und das Terrorism Research Center Überwachungs-, Ausbildungs- und Sicherheits-Dienstleistungen für verschiedene Regierungen und Konzerne wie Monsanto, Chevron Corporation, The Walt Disney Company, Royal Caribbean Cruises Ltd., Deutsche Bank und Barclays. Ein Sprecher von Monsanto gab an, dass über die Aktivitäten von Gruppen oder Einzelpersonen, die eine Gefahr für die Mitarbeiter oder Operationen von Monsanto darstellen könnten, mittels Überwachung von Medienberichten und anderen öffentlich zugänglichen Quellen Informationen gesammelt worden seien. Dies reichte von Informationen über terroristische Vorfälle in Asien und Entführungen in Zentralamerika bis zur Überwachung des Inhalts von Aktivisten-Blogs und Webseiten. Den vorliegenden Dokumenten und internen E-Mails zufolge fand ein Treffen zwischen Cofer Black und Monsantos Sicherheitschef Kevin Wilson in Zürich statt, bei dem Pläne für die Entwicklung einer gemeinsamen Zusammenarbeit erarbeitet wurden. Total Intelligence Solutions sollte nach diesen Plänen als „intel arm of Monsanto“ handeln, also als privater Geheimdienst für das globale Unternehmen. Monsanto soll bereit gewesen sein, bis zu 500.000 Dollar an Total Intelligence Solutions zu zahlen, um Anti-Monsanto-Initiativen zu infiltrieren. Cofer Black bestätigte The Nation gegenüber die Zusammenarbeit, dementierte jedoch die durch E-Mails belegte Erwägung solcher Infiltrierungsmaßnahmen.

## Iraq war logs
Die Veröffentlichung des Kriegstagebuchs des Irak-Krieges durch WikiLeaks (Iraq War documents leak) dokumentiert, dass Blackwater-Angestellte schwere Misshandlungen im Irak begingen, einschließlich der Ermordung von Zivilisten. Insgesamt enthüllen die Unterlagen 14 verschiedene Vorfälle unter Beteiligung von Blackwater-Teams mit zehn toten und sieben verwundeten Zivilisten. Ein Drittel dieser Vorfälle geschah, während Blackwater-Angestellte US-Diplomaten schützten.